# NGC 1129
NGC 1129 је елиптична галаксија у сазвежђу Персеј која се налази на NGC листи објеката дубоког неба.
Деклинација објекта је + 41° 34' 47" а ректасцензија 2h 54m 27,3s. Привидна величина (магнитуда) објекта NGC 1129 износи 11,9 а фотографска магнитуда 12,9. NGC 1129 је још познат и под ознакама UGC 2373, MCG 7-7-4, CGCG 539-124, VV 85, CGCG 540-6, PGC 10959.